# 맥긴티 부인의 죽음
맥긴티 부인의 죽음(Murder Most Foul)은 영국에서 제작된 조지 폴락 감독의 1964년 코미디, 범죄, 드라마, 미스터리, 스릴러 영화이다. 마가렛 러더포드 등이 주연으로 출연하였고 벤 아베이드 등이 제작에 참여하였다.
애거사 크리스티의 1942년 소설 "맥긴티 부인의 죽음"(Mrs McGinty's Dead)에 기반을 둔다.

## 출연

### 주연
- 마가렛 러더포드
- 론 무디

### 조연
- 버드 팅웰
- 앤드류 크루익샹크
- 멕스 젠킨스
- 데니스 프라이스
- 랠프 마이클
- 제임스 볼램
- 스트링거 데이비스
- 프란체스카 애니스
- 폴린 제임슨
- 모리스 굿
- 윈저 데이비스
- 닐 스테이시
- 스텔라 태너

## 제작진
- 원작자: 아가사 크리스티
- 배역: 아이린 하워드